# Malsjöeken
Malsjöeken är en ek på Östra Malsjös ägor i Grums kommun. Platsen där eken ligger kallas för Munkängarna, vilket sägs komma från att munkar under medeltiden rastade vid eken. Platsen har en speciell flora, som kan bero på att berget den ligger vid innehåller hyperit. Eken är ett så kallat jätteträd, det vill säga ett träd som har en diameter på mer än en meter i brösthöjd. Det finns en besöksparkering cirka 400 meter från eken, med en tydlig och bred stig/väg fram till trädet.